# Station Sochaczew Muzeum
Station Sochaczew Muzeum is een spoorwegstation in de Poolse plaats Sochaczew.